# Zofia Dłużewska-Kańska
Zofia Dłużewska-Kańska (ur. 19 grudnia 1900 w Dłużewie, zm. 21 sierpnia 1979 w Warszawie) – polska działaczka społeczna, harcmistrzyni.

## Życiorys
Ukończyła SGGW w Warszawie z dyplomem inżyniera rolnika, a następnie Uniwersytet Warszawski na Wydziale Filozofii, pisząc pracę o Ludwice Śniadeckiej. W 1931 roku uzyskała doktorat.
W czasie I wojny światowej i w dwudziestoleciu międzywojennym czynnie działała w wielu ideowych organizacjach młodzieży szkolnej i akademickiej: działała w harcerstwie, będąc członkinią Głównej Komendy Żeńskiej ZHP i redaktorką „Skrzydeł”, należała do Bratniej Pomocy, Organizacji Młodzieży Narodowej Szkół Wyższych (od 1923  roku była członkinią Zarządu OMN. Od co najmniej 1920 roku należała do tajnego „Zetu”, co najmniej od 1922 roku była siostrą zetową w Kole Braterskim „Zetu”, a co najmniej od wiosny 1923 roku – członkinią Wydziału Wykonawczego „Zetu”, a od października 1923 roku – członkinią Centralizacji „Zetu”. 
Współpracowała z Polskim Słownikiem Biograficznym, pisząc do niego szereg haseł biograficznych. Swoje biogramy zawdzięczają jej: Michał Byszewski, Jan Nepomucen Dłużewski (powstaniec styczniowy, brat dziadka Zofii), Eustachy Leon Dobiecki, Eustachy Onufry Dobiecki, Adam Domaradzki, Jan Dzierżanowski, Jan Dzierżawski, Kazimierz Gnoiński, Jan Grzywaczewski, Władysław Hedinger, Celina Iwanowska, Helena Jamonttówa, Stanisław Janicki (1899–1959), Mieczysław Łętowski (współautorka), Wanda Łowińska (współautorka), Andrzej Łukoski (współautorka), Władysława Martynowicz, Franciszek Piltz (współautorka) i Stanisław Rudnicki.

## Niektóre prace
- Wraz ze Stefanem Szwedowskim rozszerzyła i przeredagowała spis członków „Zet” autorstwa Tomasza Piskorskiego, nadając mu tytuł Niepełny wykaz członków Związku Młodzieży Polskiej – ZET i Związku Patriotycznego oraz organizacji pochodnych i starszego społeczeństwa „Przyszłość” – PET. Organizacja Młodzieży Narodowej Szkół Wyższych i Średnich – OMNSW i OMNSŚ, Grupy Narodowe, Związek Młodej Polski, Związek Rad Ludowych i inne ekspozytury zewnętrzne w okresie 1886–1966 (maszynopis w posiadaniu Tadeusza W. Nowackiego, Warszawa, 1967)[9].
- W 1978 roku opublikowała w Londynie książkę pt. Diariusz z lat 1939–1940, opisującą jej losy w czasie II wojny światowej.
- W 1989 roku wyszły drukiem w 3 numerach Przeglądu Katolickiego (47, 49 i 51) jej wspomnienia pod tytułem Dom w dolinie Świdra.

## Życie prywatne

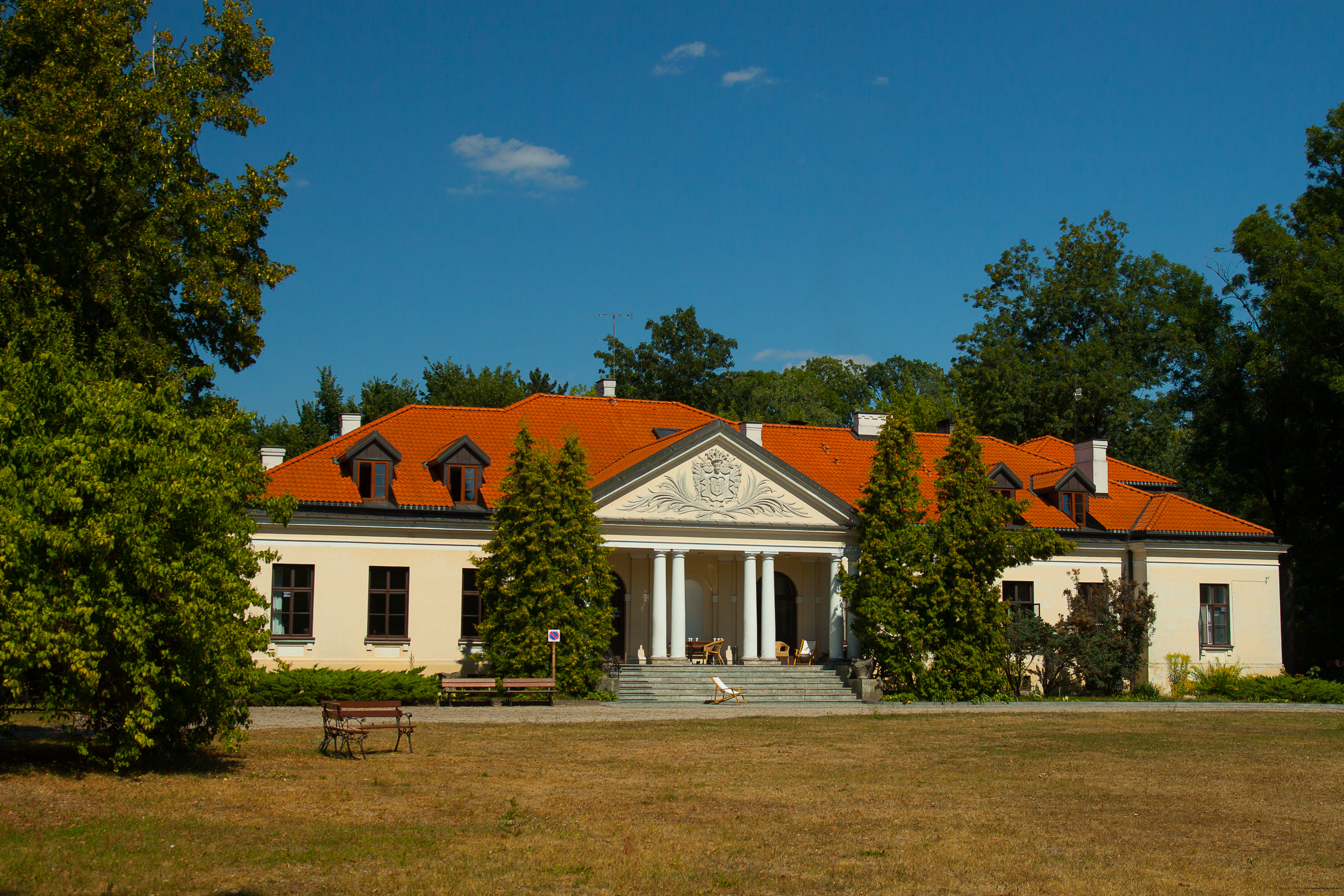
Dwór w Dłużewie zaprojektowany przez Jana Fryderyka Heuricha, dom dzieciństwa Zofii, wybudowany w 1902 roku, stan w 2013 roku, obecnie dom plenerowy Akademii Sztuk Pięknych

Zofia Dłużewska była córką Stanisława (1865–1935) i Anny Wilhelminy z domu Werner (1875–?). Urodziła się w rodzinie ziemiańskiej, w majątku Dłużew, będącym własnością jej rodziny od 1530 roku. Miała młodszą siostrę Wandę Marię (1904–2011), po mężu Rzewuską. W 1928 roku wyszła za mąż za Celestyna Kańskiego, rotmistrza 7 Pułku Ułanów Lubelskich, który najprawdopodobniej zginął w czasie kampanii wrześniowej w 1939 roku. Mieli troje dzieci: Józefa (ur. w 1928 roku), Aleksandrę, po mężu Wojtaś, i Urszulę, po mężu Kubicę.
Od co najmniej 1933 roku Zofia mieszkała w domu rodzinnym w Dłużewie. W 1935 roku, po śmierci ojca Stanisława Dłużewskiego, majątek w Dłużewie, liczący pod koniec lat dwudziestych XX wieku 42 hektary, przypadł w spadku, w równych częściach obu córkom. W 1937 roku Zofia spłaciła Wandę i stała się jedyną właścicielką Dłużewa, co potwierdza zapis widniejący w księgach hipotecznych z 1938 roku. Konieczność podreperowania finansów rodziny skłoniła ją do przeznaczenia części dworu na letni pensjonat, który prowadziła do wybuchu II wojny światowej. Wojna zastała w pensjonacie piętnaście harcerek, które później pomagały w opiece nad trzydzieściorgiem dzieci rodzin, które w majątku znalazły schronienie, uciekając przed wojną. Zofia dokładała wszelkich starań (razem z chłopkami pracowała fizycznie w polu, gdy żołnierze niemieccy strzelali do nich z samolotów), by gospodarstwo rolne należące do majątku mogło funkcjonować i wykarmić wszystkich, którzy trafiali tu w poszukiwaniu pomocy i schronienia. Począwszy od 1 października 1939 roku, cztery dni spędziła tu Zofia Nałkowska, a w latach 1941–1943 mieszkał we dworze syn generała Władysława Andersa, Jerzy. W posiadłości przeżył wojnę także Józef Skrzynecki, brat Piotra. Ich ojciec Marian, był ostatnim dowódcą 7 Pułku Ułanów Lubelskich w Mińsku Mazowieckim. 
Po zakończeniu wojny, w 1946 roku, na mocy reformy rolnej z 1944 roku majątek w Dłużewie został znacjonalizowany. Zofia, po odwilży w 1956 roku, została księgową w Klubie Inteligencji Katolickiej. We dworze ulokowano szkołę podstawową, a w 1978 roku, decyzją wojewody siedleckiego, dwór wraz z parkiem przekazano Akademii Sztuk Pięknych w Warszawie na dom pracy twórczej i ośrodek plenerowy. Po gruntownej renowacji dworu i rewaloryzacji parku ta dawna siedziba ziemiańska znów jaśnieje dawnym blaskiem. 
Dwór rodziny Dłużewskich i otaczający go park były planem filmowym dla licznych produkcji. Nakręcono tu sceny do takich filmów jak: Śluby ułańskie w reżyserii Mieczysława Krawicza, Panny z Wilka Andrzeja Wajdy (1979), Białe małżeństwo Magdaleny Łazarkiewicz (1992), Prawo ojca Marka Kondrata (1999) oraz serialu Sława i chwała Kazimierza Kutza (1997).
Zofia Dłużewska-Kańska została pochowana w Siennicy.